# Bernard Aspe
Bernard Aspe est un philosophe français né en 1970.

## Repères biographiques
Cet agrégé de philosophie participe en 1996 à la fondation de la revue Persistances, consacrée au cinéma. Il participe également en 1998 à la fondation de la revue politique et culturelle Alice (1998-2000).
Il soutient sa thèse, La pensée de l’individuation et la subjectivation politique, en 2001, sous la direction de Jacques Rancière.
Il publie dans les années 2000 plusieurs ouvrages aux éditions Nous. Depuis 2016, il est directeur de programme au Collège International de Philosophie, et les textes du séminaire sont consultables sur son site internet. 